# Lípa (ort i Tjeckien, Zlín)
Lípa är en ort i Tjeckien.   Den ligger i regionen Zlín, i den östra delen av landet, 260 km öster om huvudstaden Prag. Lípa ligger 252 meter över havet och antalet invånare är 659.
Terrängen runt Lípa är kuperad åt sydost, men åt nordväst är den platt. Lípa ligger nere i en dal. Runt Lípa är det ganska tätbefolkat, med 72 invånare per kvadratkilometer. Närmaste större samhälle är Zlín, 7,2 km väster om Lípa. I omgivningarna runt Lípa växer i huvudsak blandskog.